# Семеновский, Константин Сергеевич
Константин Сергеевич Семено́вский (5 мая 1916, с. Дунилово (ныне Шуйского района Ивановской области РФ) — 1977, Кишинёв) — русский советский поэт. Член Союза писателей СССР.

## Биография
Из польских дворян. Племянник ивановского пролетарского поэта Дмитрия Николаевича Семеновского (1894—1960). Отец расстрелян в годы гражданской войны. С 1930 года жил в Иваново, где окончил среднюю школу. Работал в книготорговле, затем сотрудничал с редакциями газеты «Ленинец» и журнала «Рабочий край». С 1935 года печатался на страницах периодических изданий Калинина и Великих Лук, дебютировав в журналах «Рабочий край» и «Пламя»; руководил литературными объединениями. После войны жил в Риге. Там же издал первую книгу стихов «Эстафета мира» (1951). В 1952 году переехал в Кишинёв. Был одним из первых русских литераторов, живущих на литературные заработки в Молдавской ССР.
Судьба поэта окутана загадками и тайнами. По некоторым данным сидел в лагере. По другим — в годы войны был агентом советской разведки под двойным прикрытием в Германии.. По третьим, в годы войны был корреспондентом военных газет. Отмечен пятью правительственными наградами.
Занимался переводами.
Долго лечился от алкоголизма в больницах. Трагически погиб — был убит случайным знакомым на собственной квартире.

## Творчество
Автор поэтических сборников:
- «Эстафета мира: стихи» (1951),
- «Кишиневские встречи» (1954),
- «У меня на родине» (1957),
- «Полдень» (1958),
- «От зари до зари» (1961),
- «Продолжается август» (1963),
- «Между нами» (1964),
- «На холмах и равнинах» (1964),
- «Красные листья» (1965),
- «Избранное» (1966),
- «Наедине» (1970),
- «Позвоните мне, позвоните» (1973).